# 南屏镇 (广南县)
南屏镇，是中华人民共和国云南省文山壮族苗族自治州广南县下辖的一个乡镇级行政单位。

## 行政区划
南屏镇下辖以下地区：
马街村、小阿幕村、干沟村、花榜村、老街村、大牙扫村、冉家屋基村、坝聋村和安王村。